# ساحة النصر (تونس)
ساحة النصر هي إحدى ساحات مدينة تونس العاصمة وتربط بين المدينتين العتيقة والحديثة، إذ تنتهي فيها أنهج المنجي سليم وباب الجزيرة والكومسيون وجامع الزيتونة والقصبة وشارع فرنسا.ويتوسط هذه الساحة  قوس باب البحر، وقد نصب فيها عام 1925 تمثال المبشر الكاردينال لافيجري بما اعتبر آنذاك تحديا للمشاعر الإسلامية، وقد أزيح هذا التمثال بعد الاستقلال مباشرة. وكانت توجد بها السفارة البريطانية التي نقلت من هناك خلال السنوات الأخيرة. 

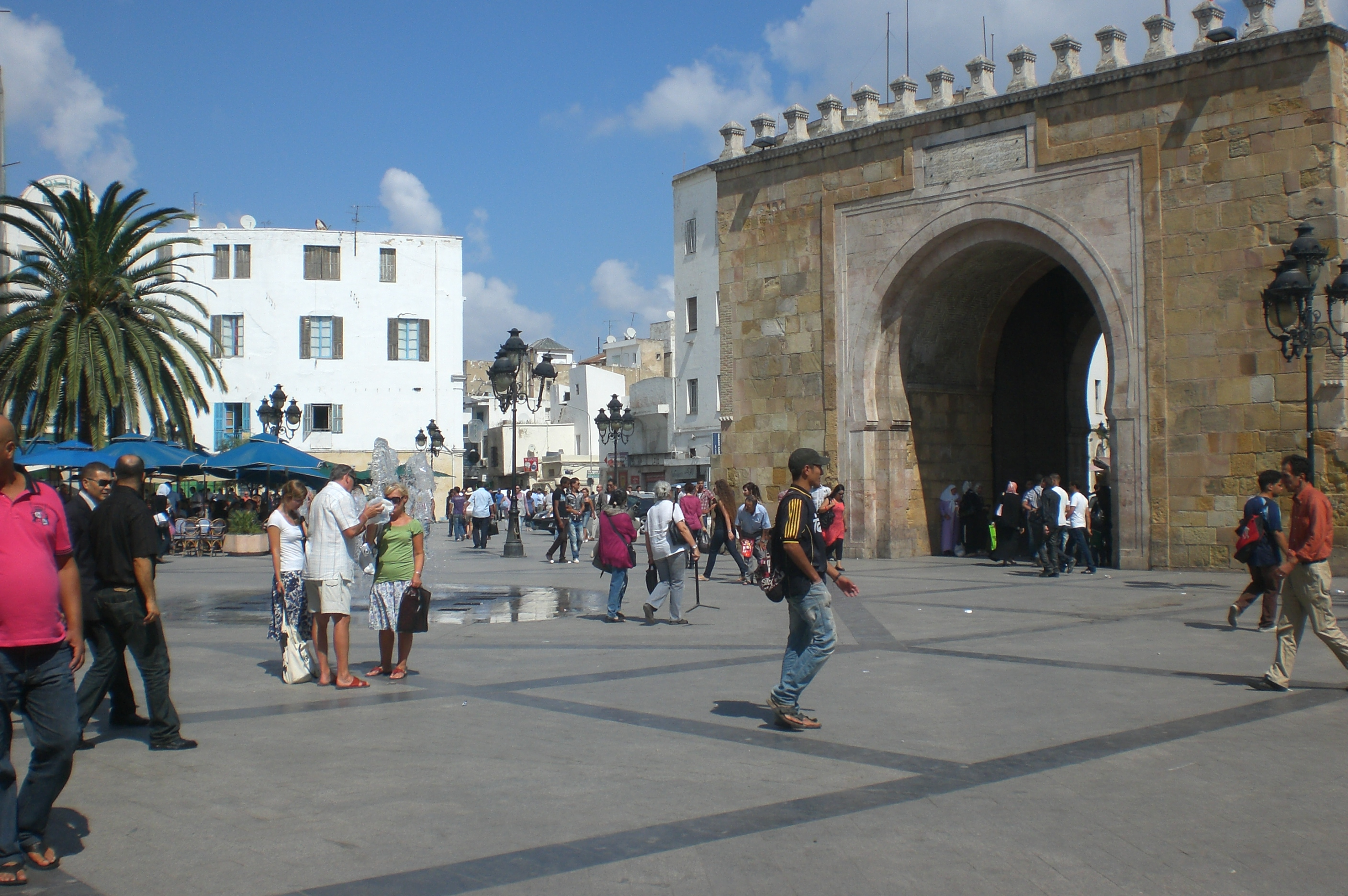
ساحة النصر بتونس

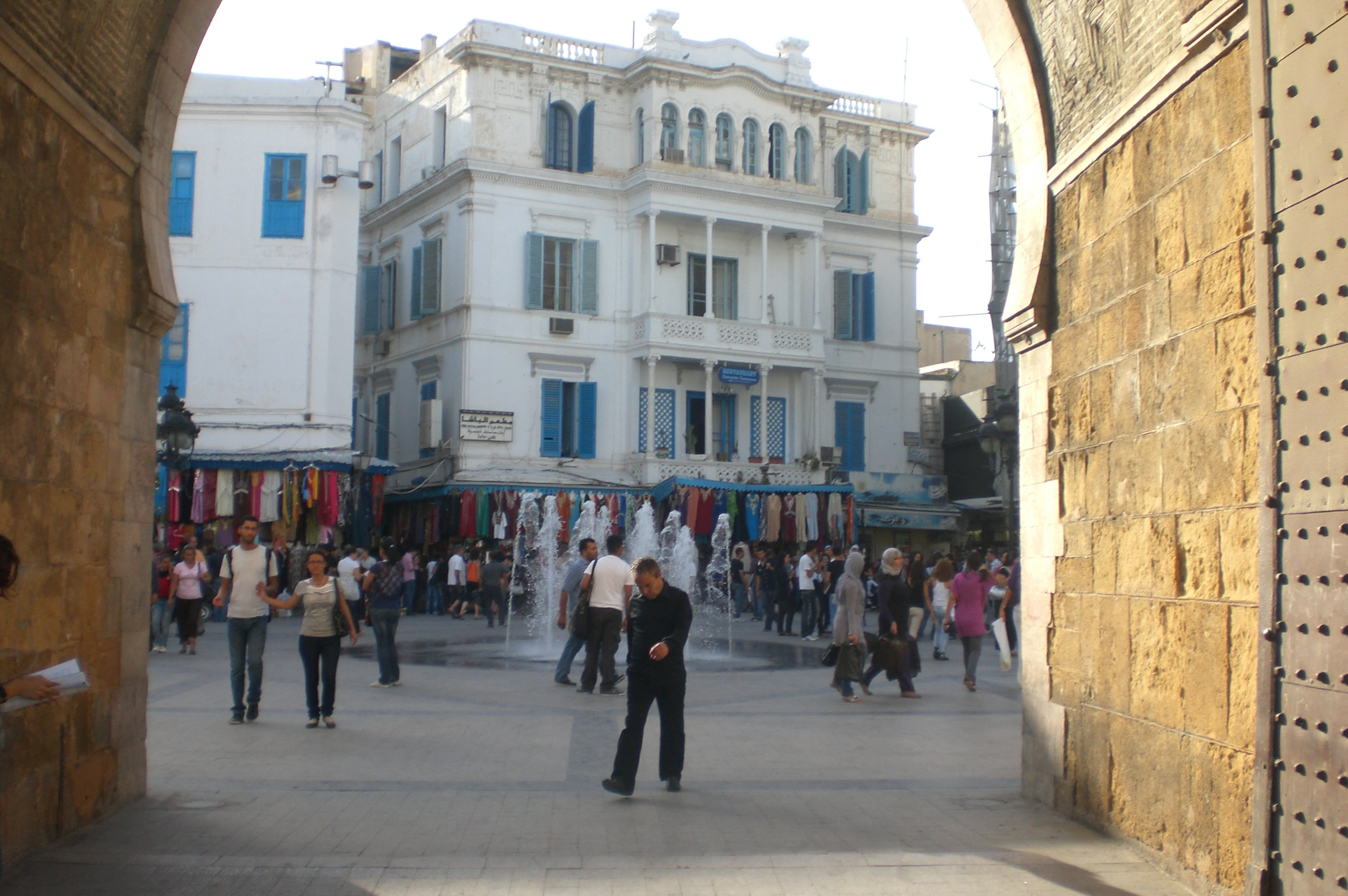
ساحة النصر من خلال باب البحر